# Contrabaix
Un contrabaix és un instrument de corda fregada. És el més greu d'aquesta família. Té elements que el fan semblant a la viola, el violoncel i el violí, però també ha heretat característiques que són més pròpies de la viola d'arc. Per les seves dimensions (al voltant d'1,85 m) es toca dret o assegut en un tamboret alt.

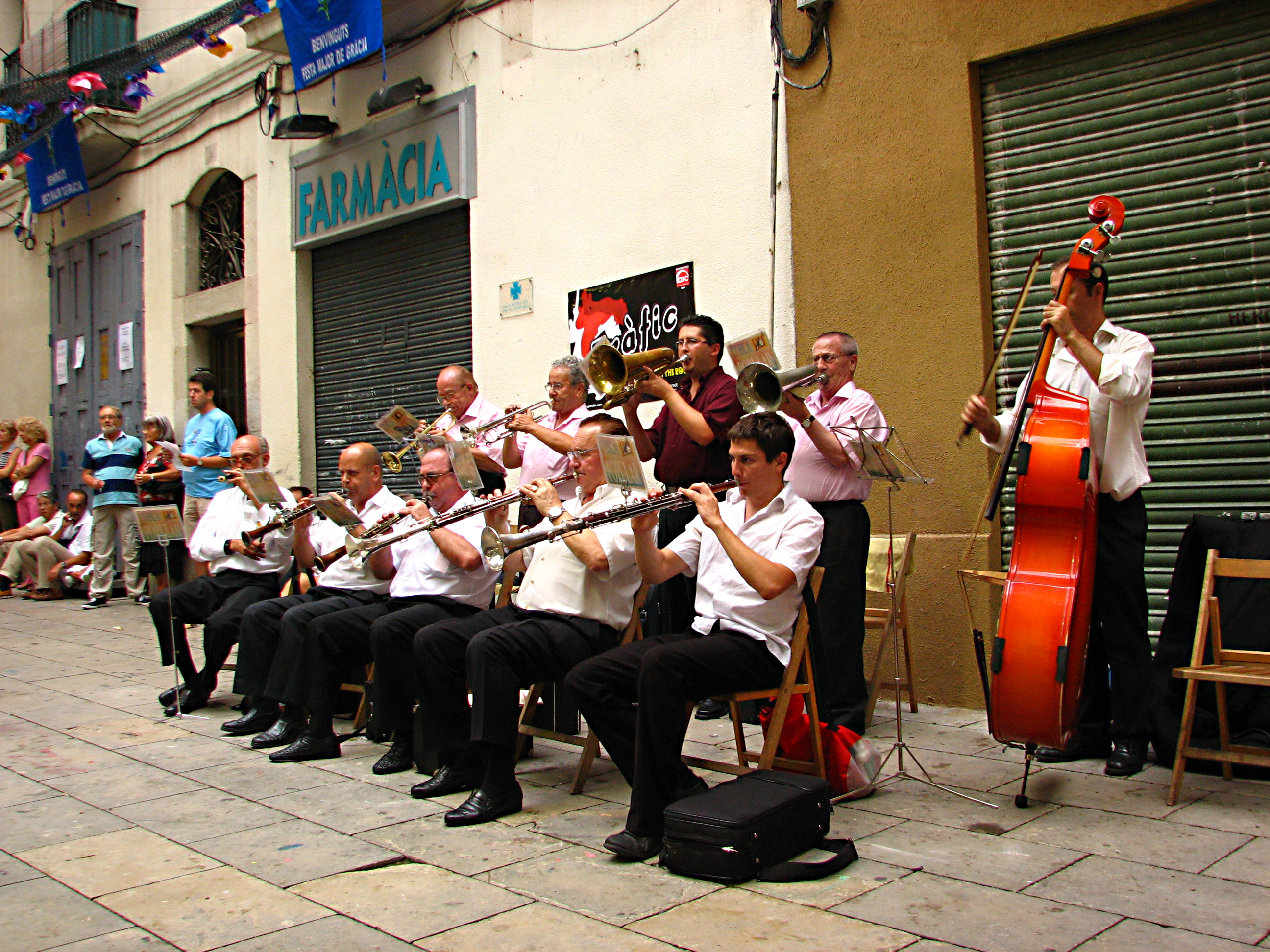
Cobla Popular a les festes de Gràcia (Barcelona)

Es fa sonar amb l'arquet, encara que les cordes també poden ser -i, de fet, és habitual que ho siguin- polzades en pizzicato. L'arc es pot agafar d'acord amb dues tècniques: la francesa que és com en els altres instruments de la família, i l'alemanya en què el palmell de la mà es col·loca perpendicular l'arc. En un cas i en l'altre també es fa servir arcs diferents.
És un instrument que es troba en molts conjunts, des de l'orquestra, fins al jazz clàssic, i passant per molts tipus de grups de música tradicional d'arreu d'Europa en els quals esdevé el baix més idoni. Entre aquests es troba la cobla.
Tradicionalment, el contrabaix ha tingut quatre cordes; modernament, però, els contrabaixos d'orquestra en tenen cinc, mentre que en algunes cobles encara resten instruments de tres cordes, encordats amb cordes de tripa, i amb un perfil diferent, més allunyat del violí i més proper al de la guitarra. És aquest el tipus de contrabaix que normalment es coneix amb el nom de «verra». Les cordes estan afinades per quartes i no pas per quintes com en la resta d'instruments occidentals de corda fregada, característica que l'apropa a la viola d'arc. El claviller també és en forma de voluta com en el violí, però les clavilles no entren a pressió com en aquest, sinó que van roscades.
Fins fa unes dècades els instrumentistes que tocaven el violoncel, tradiconalment també tocaven també el contrabaix. Modernament aquesta tradició s'ha canviat i és fins a cert punt freqüent –si més no en l'àmbit de la música popular– que qui toca el contrabaix, toqui també el baix elèctric. Un cas prou conegut és el del cantant i compositor de música pop Sting.
Per la tessitura greu i una certa limitació en l'expressivitat i per a tocar notes ràpides i passatges virtuosos, el contrabaix rarament és un instrument solista. Uns excepcions són els concerts per a contrabaix i orquestra de Carl Ditters von Dittersdorf o el duet per a violoncel i contrabaix de Rossini.

## Història
Ell contrabaix apareix al segle xvi, l'època la qual sembla que ja existia un instrument semblant anomenat violone.
En l'àmbit musical del segle xviii el contrabaix tenia un paper discret, sense gaire protagonisme en l'orquestra. Aquesta agonia es prolongà fins a l'entrada en escena del virtuós Domenico Dragonetti, que va contribuir definitivament a incloure'l en l'orquestra. Malgrat tot, l'italià no va veure en vida com el contrabaix s'independitzava progressivament del violoncel en les composicions d'orquestra, encara que va poder assistir a la proliferació de sonates, duos i trios específics per a contrabaixos.
No va ser fins al segle xix que el contrabaix adopta les característiques i la forma actuals, combinant elements propis del violí i de la viola. També va ser durant aquest segle que definitivament es va incorporar el contrabaix en l'orquestra com a instrument secundari, d'acompanyament o de reforç. Les dificultats de la interpretació dogudes a la gran envergadura van limitar el salt als escenaris. Malgrat tot, a final del segle xviii i durant tot el segle següent alguns compositors van confiar en l'instrument, per la qual cosa va anar guanyant el respecte de músics i del públic. A la segona meitat del segle xx el contrabaix va atènyer el verdader auge, aficionat per instrumentistes i pedagogs, així com, sobretot, del jazz, que va brindar l'oportunitat de lluir-se en solitari i va possibilitar l'adopció de noves tècniques interpretatives.

### Origen
L'origen del contrabaix, el major membre de la família de la corda fregada, ha suscitat enfervorides discussions entre els experts. No existeix unanimitat quan es tracta de decidir de quin instrument deriva, encara que sí que sembla clar que a partir del segle xviii va adquirir entitat pròpia dins del grup de les cordes. No obstant això, la seva emancipació en l'àmbit musical pot considerar-se certament tardana en relació amb altres instruments. Potser tot això es deu al fet que, inicialment, forma, grandària, afinació i arc –és a dir, els trets que ho definien- eren variables. La viola de gamba, la silueta del violoncel o la característica forma de pera van inspirar els luthiers per a construir contrabaixos. Va esdevenir el cinquè instrument més greu de la família dels violins, encara que presenta notables diferències en relació amb ells.
El seu origen es remunta al segle xvi i va ser una evolució de la viola de gamba i del violone baix. La gran grandària, en aquells dies encara més gran que l'actual, el va deixar al marge del quartet de corda, format per dos violins, una viola i un violoncel. Certs autors no consideren el contrabaix com un veritable membre de la família del violí. I és que a la fi del segle segle xv, tenia la forma del violone a corde, el membre més gran de la família de la viola, que tenia unes setze cordes. A mitjans del segle següent, un intermedi florentí compost per Stiggio i Corteggia dedicava una part a un «sotto basso di viola», sense que pugui afirmar-se si es tractava d'un solo de contrabaix de viola da braccio o de viola de gamba.
A principi del segle xvii, el musicòleg Michael Praetorius va descriure un instrument de cinc cordes anomenat violone. També conegut com a contrabaix de viola de gamba o contrabaix de violó, sembla ser l'antecedent immediat del contrabaix actual. L'afinació d'aquest enorme prototip, que mesurava més de dos metres, era similar a la del contrabaix actual. Els sons que produïa eren una octava inferior als que l'intèrpret llegia en la partitura, particularitat que s'ha mantingut fins avui.
Així doncs, pot afirmar-se que el contrabaix deriva d'una combinació d'elements propis del violí i de la viola de gamba. Del primer conserva, entre d'altres, les característiques obertures de ressonància en forma de “f”, la inclinació cap endarrere del mànec, el nombre de cordes generalment quatre i la terminació en voluta del claviller. De la viola de gamba, el contrabaix ha heretat el cos amb angles discrets, un major aprimament central i les espatlles caigudes.

## Contrabaixistes cèlebres
Segle XVII
- Antoni Lliteres i Carrió (1673 - 1747)

Segle XVIII
- Domenico Dragonetti (1763 - 1846)
- Johannes Matthias Sperger (1750 - 1812)

Segle XIX
- Giovanni Bottesini (1821 - 1889)
- Johann Joseph Abert (1832 - 1915)
- Franz Simandl (1840 - 1912)
- Pere Valls i Duran (1869 - 1935)
- Édouard Nanny (1872 - 1942)
- Serge Koussevitzky (1874 - 1951)
- Josep Cervera i Bret (1883 - 1969)
- Antoni Torelló i Ros (1884 - 1960)

Segle XX
- Frederick Zimmermann (1906 - 1967)
- Manuel Verdeguer (1908 – 1988)
- Oscar G. Zimmermann (1910 - 1987)
- Warren Benfield (1913 - 2001)
- Henry Portnoi (1915 - 1996)
- Roger Scott (1919 - 2005)
- Israel "Cachao" López (1918 - 2008)
- Ludwig Streicher (1920 - 2003)
- Charles Mingus (1922 - 1979)
- Ferran Sala i Mas (1925 - 2016)
- François Rabbath (1931 -)
- Paul Chambers 1935 - 1969)
- Ron Carter (1937 -)
- Charlie Haden (1937 -)
- Franco Petracchi (1937 -)
- Frank Proto (1941 -)
- Gary Karr (1941 -)
- Teppo Hauta-aho (1941 -)
- Thomas Martin (1941 -)
- Klaus Stoll (1943 -)
- Rodney Slatford 1944 -)
- Eddie Gomez (1944 -)
- Rufus Reid (1944 -)
- Niels-Henning Ørsted Pedersen (1946 - 2005)
- Stanley Clarke (1951 -)
- Michael wolf (1954 -)
- Joel Quarrington (1955 -)
- Jeff Bradetich (1957 -)
- John Patitucci (1959 -)
- Edgar Meyer (1960 -)
- Rinat Ibragimov (1960 -)
- Stefano Sciascia (1960 -)
- Leon Bosch (1961 -)
- Renaud Garcia Fons (1962 -)
- Christian McBride (1972 -)
- Enrico Fagone (1979 -)
- Esperanza Spalding (1984 -)
- Barry Green
- Robert Nairn
- Alberto Bocini